# Niklas Ekvall
Klas Niklas Ekvall, född 1963, är en svensk ekonom och tidigare adjungerad professor vid Handelshögskolan i Stockholm.

## Utbildning
Ekvall avlade en civilingenjörsexamen i industriell ekonomi vid Linköpings tekniska högskola. Han disputerade vid Handelshögskolan i Stockholm och blev då ekonomie doktor.

## Karriär
Ekvall inledde sin karriär med olika befattningar inom Handelsbanken Markets, med inriktning mot finansiella instrument och marknader. Han var sedan ställföreträdande koncernchef och investeringsansvarig i Tredje AP-fonden. Han tjänstgjorde som chef för Asset Management i Carnegie Investment Bank AB 2004-2007. Han har senare varit VD för Nordea Investment Management AB och chef för Savings & Asset Management vid Nordea Bank AB.
Ekvall är chef för Nordic Private Banking vid Nordea Bank AB sedan maj 2010 och chef för Group Treasury hos samma bank. Han är ordförande i styrelsen för den Svenska finansanalytikers förening (SFF) och ledamot i Carnegies ledningsgrupp.